# アルプスの少女 (曲)
「アルプスの少女」（アルプスのしょうじょ）は、麻丘めぐみの通算6枚目のシングル。1973年10月15日発売。発売元はビクター音楽産業。

## 解説
- 前作の「わたしの彼は左きき」と同じく、作詞:千家和也、作曲:筒美京平による作品である。
- 1991年には高橋由美子によって「ときめき」と共にカヴァーされている。

## 収録曲
- 全曲作詞：千家和也／作曲：筒美京平

1. アルプスの少女
編曲：筒美京平
2. ヘイ・ミスター
編曲：高田弘

## 収録作品
- 麻丘めぐみBOX 72-77
- GOLDEN☆BEST 麻丘めぐみ